# Маррі Лайнстер
Мáррі Лайнстер (англ. Murray Leinster), справжнє ім'я — Вíльям Фіцджéральд Джéнкінс (англ. William Fitzgerald Jenkins), 16 червня 1896 р., м. Норфолк, Вірджинія, США — 8 червня 1975 р., м. Ґлостер, Вірджинія, США) — плідний американський письменник, радіо- і телесценарист, професійний літератор без вищої освіти, винахідник; лауреат премій «Ліберті» (1937), «Г'юґо» (1956) і «Ретро-Г'юґо» (1946/1996); власник патентів № 2727427 «Пристрій для створення світлових ефектів при комбінованій фотозйомці» і 2727429 «Пристрій для створення комбінованих фотографічних ефектів», виданих Патентним управлінням США 20.12.1955.
Українською мовою його твори не перекладалися .

## Псевдонім
У своїй творчості Вільям Дженкінс послуговувався цілою низкою псевдонімів, найвідомішим із яких є Маррі Лайнстер (в іншій кириличній транслітерації — Мюррей Лейнстер). Ним письменник підписував свої фантастичні твори, завдяки яким, власне, і здобув національну і світову славу. Серед інших його псевдонімів відомі наступні: Пепé Ґóмес (англ. Pepe Gomez), Джо Ґреґґ (англ. Joe Gregg), Рафаéле Ібóрра (англ. Rafaele Yborra), Кéнні Кéнмер (англ. Kenny Kenmare), Луїза Кáртер Лі (англ. Louisa Carter Lee), Флорíнда Мартéль (англ. Florinda Martel), Берт Л. Стéндіш (англ. Burt L. Standish), Джин Фáрквар (англ. Jean Farquar), Вільям Фіцджеральд (англ. William Fitzgerald). Деякими з цих псевдонімів автор підписував твори певного жанрового спрямування, зокрема жіночими іменами Луїза Кáртер Лі, Флорíнда Мартель та Джин Фарквар підписувалися любовні романи.